# Giải bóng đá Hokushinetsu
Giải bóng đá Hokushinetsu (北信越フットボールリーグ) là một giải bóng đá Nhật Bản. Giải đấu diễn ra tại vùng Hokuriku và Shin'etsu, gồm các tỉnh Fukui, Ishikawa, Nagano, Niigata vàToyama.

## Các câu lạc bộ 2015
| Hạng   | Tên câu lạc bộ            | Trụ sở             |
| ------ | ------------------------- | ------------------ |
| Hạng 1 | Saurcos Fukui             | Fukui, Fukui       |
| Hạng 1 | Cao đẳng Bóng đá Nhật Bản | Seiro, Niigata     |
| Hạng 1 | Artista Tōmi              | Tōmi, Nagano       |
| Hạng 1 | F.C. Ueda Gentian         | Ueda, Nagano       |
| Hạng 1 | Valiente Toyama           | Toyama, Toyama     |
| Hạng 1 | F.C. Antelope Shiojiri    | Shiojiri, Nagano   |
| Hạng 1 | Okuetsu F.C.              | Ōno, Fukui         |
| Hạng 1 | Toyama Shinjo Club        | Toyama, Toyama     |
| Hạng 2 | F.C. Hokuriku             | Kanazawa, Ishikawa |
| Hạng 2 | Sakai Phoenix F.C.        | Sakai, Fukui       |
| Hạng 2 | A.S. Jamineiro            | Niigata, Niigata   |
| Hạng 2 | Đại học Quản trị Niigata  | Kamo, Niigata      |
| Hạng 2 | F.C. Abies                | Chino, Nagano      |
| Hạng 2 | Teihens F.C.              | Hakusan, Ishikawa  |
| Hạng 2 | Nakano Esperanza          | Nakano, Nagano     |
| Hạng 2 | Fukui KSC                 | Sakai, Fukui       |